# ケイティ・レデッキー
ケイティ・レデッキー（Kathleen Genevieve "Katie" Ledecky、1997年3月17日 - ）は、アメリカ合衆国の競泳選手。自由形の選手としてロンドン五輪、リオデジャネイロ五輪、東京五輪、パリ五輪に出場し合計9個の金メダルを獲得し、世界水泳選手権において女子では歴代最多の23個の金メダルを獲得し、オリンピックと世界選手権で合わせて計32個の金メダルを獲得した。ワシントンD.C.出身。

## 来歴
6歳から水泳を始める。2012年6月の米国代表選考会で優勝し、アメリカ最年少の五輪代表となる。
初めてのオリンピック出場となった2012年ロンドン五輪では800m自由形に出場し、8分14秒63のタイムで金メダルを獲得。15歳で金メダリストになった。
2013年世界水泳選手権では800m自由形と1500m自由形で世界新記録を出すなど自由形で3個の金メダル（400m、800m、1500m）を獲得した。
2015年世界水泳選手権では自由形の200m、400m、800m、1500mを制し、競泳史上初の自由形4冠を達成。かつ800m、1500mで世界新記録、400mで大会新記録を樹立。
リオデジャネイロオリンピックでは200m、400m、800m自由形および4×200mフリーリレーで金メダル、4×100mフリーリレーで銀メダルを獲得した。特に800m自由形では予選から五輪新となる8分12秒86を記録すると、決勝では2位に11秒以上の大差をつける8分04秒79を記録し、自身の持つ世界記録を更新した。
2017年世界水泳選手権では400m、800m、1500m自由形および4×100m、4×200mフリーリレーの5種目で金メダルを獲得し、世界選手権における通算金メダル数は女子歴代最多を更新する14個となった。また200m自由形でも銀メダルを獲得した。
2019年世界水泳選手権では3種目4連覇がかかっていた。そのひとつである400m自由形ではオーストラリアのアリアン・ティットマスに敗れ2位だった。まだ連覇の可能性があった1500m自由形と800m自由形のうち1500m自由形を棄権。望みをかけて出場した800m自由形で優勝し、史上5人目の4連覇を達成した。
東京オリンピックは自身3度目のオリンピック出場だった。今大会から実施された女子1500m自由形の初代王者となり（同種目の予選では15分35秒35のオリンピック記録を打ち立てた）、800m自由形でも競泳女子史上3人目の3連覇を達成し、800mフリーリレーでは決勝のアンカーとしてアメリカの銀メダル獲得に貢献した。400m自由形ではオーストラリアのアリアン・ティットマスに敗れ銀メダルだった。200m自由形は5位入賞した。

## 自己ベスト
2019年1月9日現在
| 長水路      | 長水路     | 長水路                              | 長水路        | 長水路     |
| 種目        | 時間       | 大会                                | 記録日        | 備考       |
| ----------- | ---------- | ----------------------------------- | ------------- | ---------- |
| 100m自由形  | 53秒75     | 2016 Arena Pro Swim Series – Austin | 2016年1月15日 |            |
| 200m自由形  | 1分53秒73  | リオデジャネイロオリンピック        | 2016年8月9日  |            |
| 400m自由形  | 3分56秒46  | リオデジャネイロオリンピック        | 2016年8月7日  | 元世界記録 |
| 800m自由形  | 8分04秒79  | リオデジャネイロオリンピック        | 2016年8月12日 | 世界記録   |
| 1500m自由形 | 15分20秒48 | TYR Pro Swim Series - Indianapolis  | 2018年5月16日 | 世界記録   |

## 人物
2016年8月24日、ワシントン・ナショナルズの本拠地ナショナルズ・パークで開催されたナショナルズ対ボルチモア・オリオールズの試合前の始球式を務めた。

## 栄典
アメリカ合衆国: 大統領自由勲章- （2024年）